# United States Air Force Pararescue
Die United States Air Force Pararescue (deutsch etwa Luftwaffenfallschirmrettung), Pararescuemen (Tätigkeitsbeschreibung (Air Force Specialty Code) 1T2X1) oder Pararescue Jumpers (PJs, deutsch etwa Rettungsfallschirmspringer) genannt, sind Soldaten der United States Air Force, die als Fallschirmspringer ausgebildet vor allem im Rahmen von CSAR- oder von SAR-Einsätzen bei der Bergung und Rettung von verwundeten Angehörigen der amerikanischen Streitkräfte tätig werden. Darüber hinaus unterstützen sie im Rahmen von Missionen der NASA bei der Rückführung von Astronauten nach Wasserlandungen. Sie können Spezialeinheiten anderer Teilstreitkräfte während einzelner Operationen zugeordnet werden, wenn nötig. Unter den 202 Trägern des Air Force Cross befinden sich 12 Angehörige der Pararescuemen.
Sie unterstehen dem Air Force Special Operations Command (AFSOC) und dem Air Combat Command (ACC).

## Geschichte
Bereits im Jahr 1922 erkannten die Streitkräfte der Vereinigten Staaten die Notwendigkeit von speziell ausgebildeten Soldaten, um hinter feindlichen Linien notgelandete Luftfahrzeugbesatzungen aufzuspüren und den eigenen Truppen zurückzuführen. Im selben Jahr sah Colonel Albert E. Truby, Arzt und Angehöriger des Army Medical Corps voraus, dass eines Tages „airplane ambulances“ eingesetzt würden, um medizinisch ausgebildetes Personal zu Absturzstellen und Luftfahrzeugbesatzungen zur weiteren Behandlung in medizinische Einrichtungen zu verbringen. Es dauerte jedoch noch weitere zwei Jahrzehnte, bis die Technologie hierzu vorhanden war und die Notwendigkeit bestand, diese Fähigkeiten in Form einer militärischen Einheit auch personell und materiell zu hinterlegen.
Entwicklungen im Bereich der Technik unterstützten diese Entwicklung. So zeigten die beiden Feuerspringer des United States Forest Service, Earl Cooney und Rufus Robinson, im Jahr 1940, dass Fallschirmspringer mithilfe steuerbarer Fallschirme sehr präzise in einem Operationsgebiet abgesetzt werden können. Ausrüstung und Techniken dieser Feuerspringer unterschieden sich signifikant von denen konventioneller Luftlandeeinheiten der United States Army. Im selben Jahr wurde Captain Leo P. Martin im U. S. Forest Service Smokejumper Parachute Training Center in Seeley Lake, Montana zum ersten para-doctor ausgebildet.

### Zweiter Weltkrieg
Während der ersten Monate nach dem Kriegseintritt der Vereinigten Staaten in den Zweiten Weltkrieg bestand noch wenig Notwendigkeit für Luftrettung. Dies änderte sich jedoch mit einem Strategiewechsel der US-amerikanischen Streitkräfte zu Bombardierungen in der Tiefe des von den Achsenmächten kontrollierten Gebiets.
Das Suchen und Retten von abgestürzten Luftfahrzeugbesatzungen in den Vereinigten Staaten unterlag in erster Linie der Civil Air Patrol (CAP), die wiederum dem United States Army Air Corps unterstand. Grundsätzlich sendete die CAP Bodenteams zu Absturzstellen, die zuvor aus der Luft aufgeklärt wurden. In einigen Fällen landeten sie jedoch auch in der Nähe dieser Absturzstellen oder experimentierten mit Fallschirm-Rettungs-Teams.
Mit Kanadas Eintritt in den Zweiten Weltkrieg wurde das frühere Fliegerass Wop May mit der Ausbildung von Rettungseinheiten beauftragt und übernahm das Kommando der No 2 Air Observer School in Edmonton, Alberta. Von Edmonton aus starteten Douglas A-20-, Martin B-26- und North American B-25-Bomber im Rahmen des Leih- und Pachtgesetzes in Richtung Sowjetunion. Im Fall eines Absturzes dieser Maschinen, häufig aufgrund mechanischer oder navigatorischer Probleme, unterstützte die Air Observer School zwar bei der Ortung der abgestürzten Flugzeuge, konnte darüber hinaus jedoch wenig zur Rettung der betroffenen Luftfahrzeugbesatzungen unternehmen.
Anfang 1942 unternahm May einen Freiwilligenaufruf und gewann zwölf seiner Mitarbeiter für dieses Unternehmen. Nachdem sich die Ausbildung sowohl materiell als auch inhaltlich als marginal darstellte, schickte May zwei seiner Freiwilligen, Owen Hargreaves und Scotty Thompson an die smoke jumpers school nach Missoula, Montana, um dort vom U. S. Forest Service ausgebildet zu werden. Nach sechs Wochen kehrten diese mit steuerbaren Fallschirmen zurück, um nun weitere Freiwillige ausbilden zu können. Bald führte die Einheit erste Missionssprünge durch. Im Jahr 1944 begann Mays offizielles Para-Rescue-Programm.
Für seine Arbeit wurde May im Jahr 1947 durch die USAAF mit der Medal of Freedom mit Bronze-Palme geehrt.
Auf den europäischen Schlachtfeldern des Zweiten Weltkriegs ergaben sich wenig Möglichkeiten zum Einsatz der Rettungskräfte. Da die Mehrheit der Flüge über feindlichem Gebiet stattfand, bedeutete eine (Not-)Landung die sofortige Gefangennahme. Zu dieser Zeit stellten die Streitkräfte des Vereinigten Königreichs ihren Royal Air Force Mountain Rescue Service (RAFMRS) auf, welcher hauptsächlich nach zivilen Grundsätzen agierte. Der RAFMRS unterstützte somit bei der Rettung und Rückführung verunglückter amerikanischer Luftfahrzeugbesatzungen auf britischem Gebiet. Aufgrund zahlreicher Abstürze über Seegebieten, stellte die 8th Air Force eine eigene sea rescue group auf.
Im Gegensatz zum Krieg in Europa war ein Absturz über dem Gebiet des Pazifischen Ozeans aufgrund der herrschenden Umstände oftmals gleichbedeutend mit dem Tod der betroffenen Luftfahrzeugbesatzungen. Nichtsdestotrotz stellte die United States Army mehrere Einheiten zur Rettung abgestürzter Besatzungen auf und konnte auf diese Weise in mehreren Fällen wertvolle Hilfe leisten.

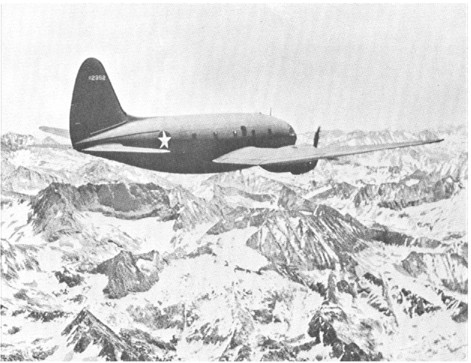
Curtiss C-46 'Commando' über dem Himalaya

Der Zweite Japanisch-Chinesische Krieg kombinierte die Notwendigkeit langer Überlandflüge mit nur durch schwache Feindkräfte kontrollierte Gebieten, was den Einsatz von pararescue jumpern begünstigte. Über die als The Hump bezeichnete Route wurden Tausende von Versorgungsgütern von Indien über den Himalaja nach China transportiert. Täglich starteten hierzu zahlreiche Besatzungen in Flugzeugen vom Typ Curtiss C-46 und Douglas DC-3, von denen viele ihr Ziel aufgrund mechanischer Probleme, schlechten Wetters oder von Pilotenfehlern nie erreichten. Notgelandete Besatzungen waren anschließend wochenlangen Strapazen ausgesetzt, während sie ihren Weg zurück in die Zivilisation suchten. Der frühere Stuntpilot Captain John L. "Blackie" Porter kommandierte die erste offizielle Luftrettungs-Einheit dieses Krieges. Ausgestattet mit zwei Maschinen vom Typ C-47 und als "Blackie’s Gang" bekannt, startete sie von Chabua, Indien aus ihre Rettungseinsätze. Einer ihrer ersten Einsätze war die Rückführung von 20 Besatzungsmitgliedern einer C-46 im August 1943 in Burma. Unter ihnen befand sich der CBS-Reporter Eric Sevareid. Die Besatzung wurde lokalisiert und Versorgungsgüter wurden abgeworfen. Der Fliegerarzt der Einheit, Lt. Col. Don Flickinger und die zwei Rettungsassistenten Sgt. Richard S. Passey und Cpl. William MacKenzie sprangen mit ihren Fallschirmen ab und stellten die medizinische Versorgung der verwundeten Besatzungsmitglieder sicher. Gleichzeitig wurde ein Bodenteam in Marsch gesetzt, um alle 20 Personen wieder zurückzuführen.
Obwohl Luftrettungseinsätze in dieser Form noch nicht von offizieller Seite autorisiert waren, gelten diese Einsätze unter den PJs als Geburtsstunde der Air Force Pararescue. Wenige Monate später wurde Cpt. Porter bei dem Abschuss seiner B-25 während einer Rettungsmission getötet.
Im Jahr 1944 übernahm General William H. Tunner das Kommando über das Air Transport Command im Zweiten Japanisch-Chinesischen Krieg und wies Major Donald C. Pricer das Kommando über die 3352nd Air Search and Rescue Squadron zu. Zusätzlich zu den Starrflüglern wurden den Rettungseinheiten nun auch erstmals Hubschrauber zugewiesen.
Nachdem die Notwendigkeit einer vereinten Organisation von Luftrettungsdiensten erkannt wurde, stellten die Army Air Forces am 29. Mai 1946 den Air Rescue Service (ARS) auf. Sein Auftrag war die Rettung von Luftfahrzeugbesatzungen, die in Flugunfälle, Notlandungen, Notwasserungen etc. verwickelt wurden. In der Umgebung eines Luftwaffenstützpunkts verfügte der jeweilige Kommandant zwar über die Befehlsgewalt über Such- und Rettungseinsätze der Hubschrauber-Einheiten seiner Local Base Rescue (LBR), jedoch war der Einsatzraum durch einen 135-Meilen-Radius (217 km) begrenzt. Um eine Reichweitenerhöhung zu erzielen, wurden die Pararescue-Teams am 1. Juli 1947 ermächtigt, auch außerhalb dieser Zone zu operieren. Die ersten Teams waren im November desselben Jahres einsatzbereit. Jedes Team bestand aus einem Para-doctor und vier weiteren in den Bereichen Medizin, Überleben, Rettung und Taktik ausgebildeten Soldaten. Ihr Auftrag war die Rettung von Luftfahrzeugbesatzungen, die mit ihren Bombern und Transportflugzeugen fernab der Basis operierten sowie die Unterstützung anderer Dienste.
Eine weitere Mission im Jahr 1947 gab den finalen Anstoß zur offiziellen Aufstellung der Air Force Pararescue. Im Mai 1947 sprang Captain Pope B. "Doc" Holliday aus einer OA-10 Catalina in den Dschungel Nicaraguas um ein Besatzungsmitglied einer B-17 Flying Fortress zu retten. Holliday wurde anschließend mit dem Bronze Star für diesen Einsatz ausgezeichnet.
Kurz nachdem die Pararescue-Teams autorisiert wurden, stellte die 5th Rescue Squadron die erste Pararescue and Survival School auf der MacDill Air Force Base in Florida auf. Den Kern der Ausbilder bildeten erfahrene Offiziere und Mannschaften, die aus allen Teilstreitkräften rekrutiert wurden. Der Kommandeur dieser Schule war 1st Lieutenant Perry C. Emmons, der dem Office of Strategic Services während des Zweiten Weltkriegs angehörte. Zum Ende des Krieges flogen Emmons und sechs weitere Unteroffiziere Kriegsgefangene aus Thailand, was der Gruppe den Spitznamen "Perry and the Pirates" einbrachte. Nach dem Krieg beendete Emmons seine Ausbildung an der Airborne School in Fort Benning, Georgia als zweiter sprungqualifizierter Air-Force-Pilot.
Ende 1947 zeigte der Absturz einer B-29 "Clobbered Turkey" im US-Bundesstaat Alaska den Bedarf an Luftrettungsfähigkeiten auch in den Vereinigten Staaten auf. Am 21. Dezember 1947 kollidierte die Maschine mit einem Berg; das Wrack wurde sechs Tage später geortet. 1st Lieutenant Albert C. Kinney, First Sergeant Santhell A. London und Leon J. Casey meldeten sich freiwillig, um über der Absturzstelle abzuspringen, die sich etwa 95 Meilen nördlich von Nome befand. Unter schlechten Sichtverhältnissen, extremer Kälte und starkem Wind kamen alle drei bei ihrem Einsatz ums Leben. Caseys Körper wurde 11 Meilen vom Absturzort gefunden. Zwei Mitglieder der Besatzung der Maschine verstarben ebenfalls wenige Meilen entfernt bei der Suche nach Hilfe. Als die beiden zivilen Piloten William Munz und Frank Whaley zwei Tage später die Absturzstelle erreichten, fanden sie die verbliebenen sechs Angehörigen der Crew, die innerhalb der Maschine verblieben, als Überlebende vor. Kinneys Körper wurde erst im Juli des darauffolgenden Jahres gefunden.
Aufgrund von Personalengpässen ersetzten Ärzte des Medical Service Corps die Para-doctors der Pararescue-Teams im Jahr 1949 und erhielten dieselbe Ausbildung wie alle regulären Angehörigen der Teams. Einer der ersten dieser Offiziere war der Apotheker John C. Shumate, der später zum Kommandeur der Pararescue and Survival School ernannt wurde.
Zu dieser Zeit wurde der Air Rescue Specialist Course an der School of Aviation Medicine auf der Gunter Air Force Base in Alabama eingeführt. Ausgerichtet, um den Pararescuemen die Fähigkeiten zur Bestimmung der Art und des Ausmaßes von Verletzungen und die Behandlung derselben zu vermitteln, wurde der Lehrgang durch Offiziere des Medical Corps mit Erfahrungen als Pararescuemen durchgeführt; darunter Pope B. Holliday, Rufus Hessberg, Hamilton Blackshear, Randal W. Briggs und Burt Rowan.

### Koreakrieg

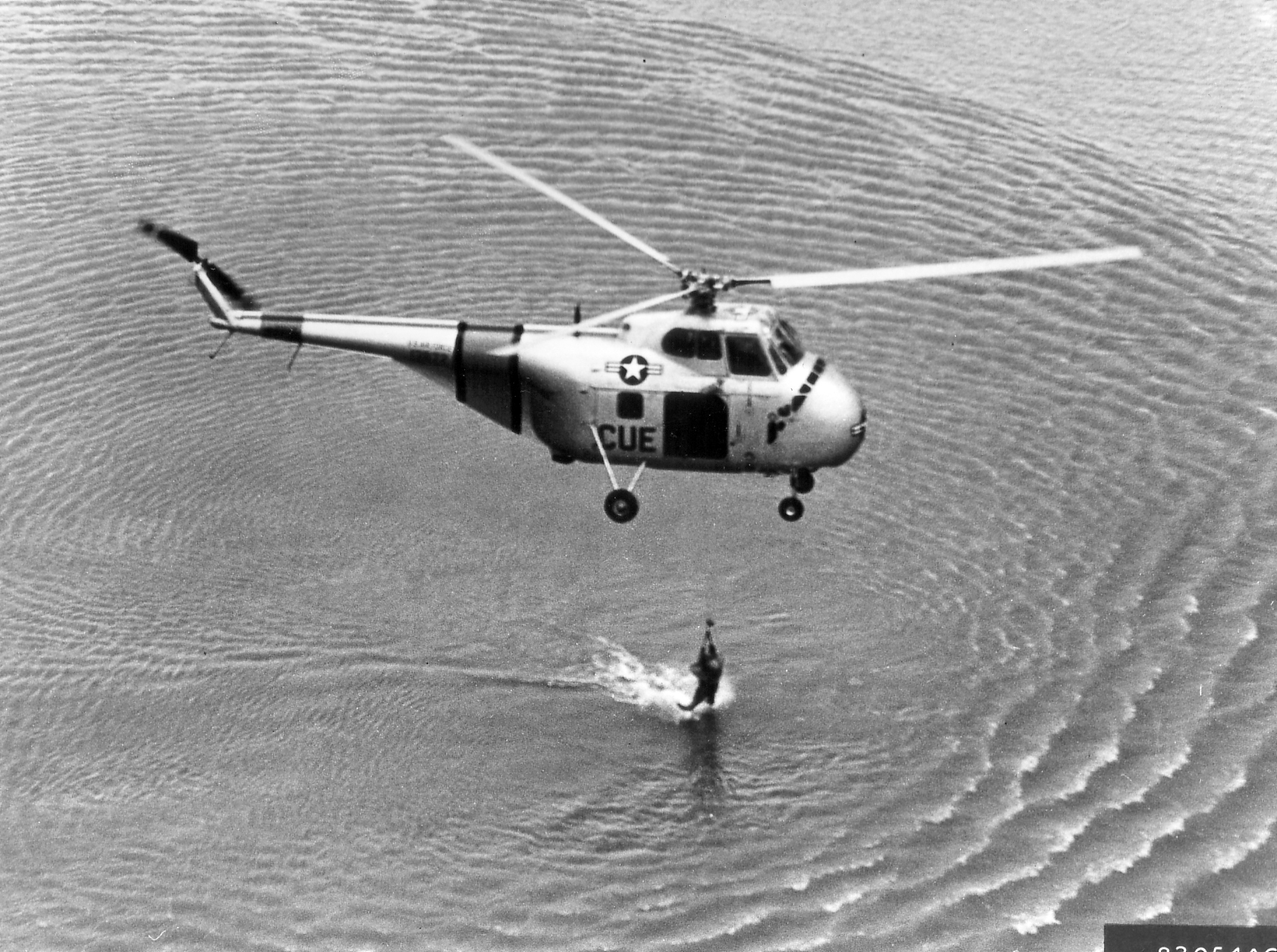
Eine SH-19A bei der Rettung eines abgeschossenen Piloten, Korea 1953

Mit dem Aufwachsen der Pararescue-Einheiten wurden PJs jedem Air Rescue Service zugeordnet, um eine weltweite Verfügbarkeit dieser Fähigkeit sicherzustellen. Im Jahr 1950 wurde die Zusammenfassung aller bis zu diesem Zeitpunkt unabhängigen Air Rescue Squadrons unter dem Schirm des Air Rescue Service vollendet. Im selben Jahr begann Nordkorea durch Überschreiten des 38. Breitengrades den Koreakrieg. Dies ermöglichte es den Luftrettungs-Einheiten, ihr Training in der Praxis zu beweisen. Eines der Schlüsselkonzepte war die Rettung von hinter feindlichen Linien abgestürzten Luftfahrzeugbesatzungen. Darüber hinaus wurden sie zur Evakuierung von Verwundeten aus Verwundetennestern nahe der Front ((Forward) Air MedEvac) eingesetzt.
PJs waren hierbei fester Bestandteil der für diese Missionen eingesetzten Luftrettungs-Einheiten. Ihre Kenntnisse und Fähigkeiten im Rahmen taktischer Einsatzverfahren und medizinischer Verwundetenversorgung waren von unschätzbarem Wert für die Durchführung dieser Vorhaben. Die PJs waren oftmals gezwungen, die Hubschrauber, die sie in das Einsatzgebiet verbrachten, zu verlassen, um die zu rettenden Soldaten zu unterstützen. Dies führte dazu, dass der Rückweg zu den eigenen Truppen über mehrere Meilen verlief und bis zu 72 Stunden in Anspruch nahm.
Ende 1953 konnte die Luftrettung die Evakuierung von 8000 Schwerverletzten und nahezu 1000 Soldaten verbuchen.

### Vietnamkrieg

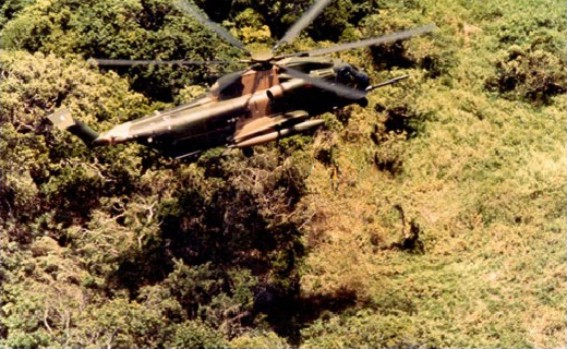
PJ beim Abseilen aus einer HH-53C während einer Rettungsmission im Juni 1970

Der Vietnamkrieg stellte den ausschlaggebenden Konflikt für die Pararescue-Teams dar. Die Operationen der United States Air Force nahmen ein Ausmaß an, welches den Bedarf an Einheiten zur Luftrettung ebenfalls ansteigen ließ. Der verstärkte Einsatz von Hubschraubern führte zur Entwicklung neuer Taktiken zur Rettung von isoliertem Personal. Sogenannte rescue packages wurden gebildet und bestanden aus Forward Air Controllern (FAC), Rettungseskorten durch Luftfahrzeuge vom Typ Bell AH-1 oder Douglas A-1, Luftüberwachungseinsätzen (Combat Air Patrol, CAP), HC-130 Hercules zur Koordinierung von Rettungsmission und zur Luftbetankung, sowie HH-3 Jolly Green Giant und HH-53 Super Jolly Green Giant zur schnellen Rettung von abgeschossenen Luftfahrzeugbesatzungen weit hinter feindlichen Linien. PJs waren Bestandteil dieser Teams, um verwundete Besatzungsmitglieder in der Umgebung der Absturzstelle zu suchen und medizinisch zu versorgen.

## Ausbildung und Gliederung

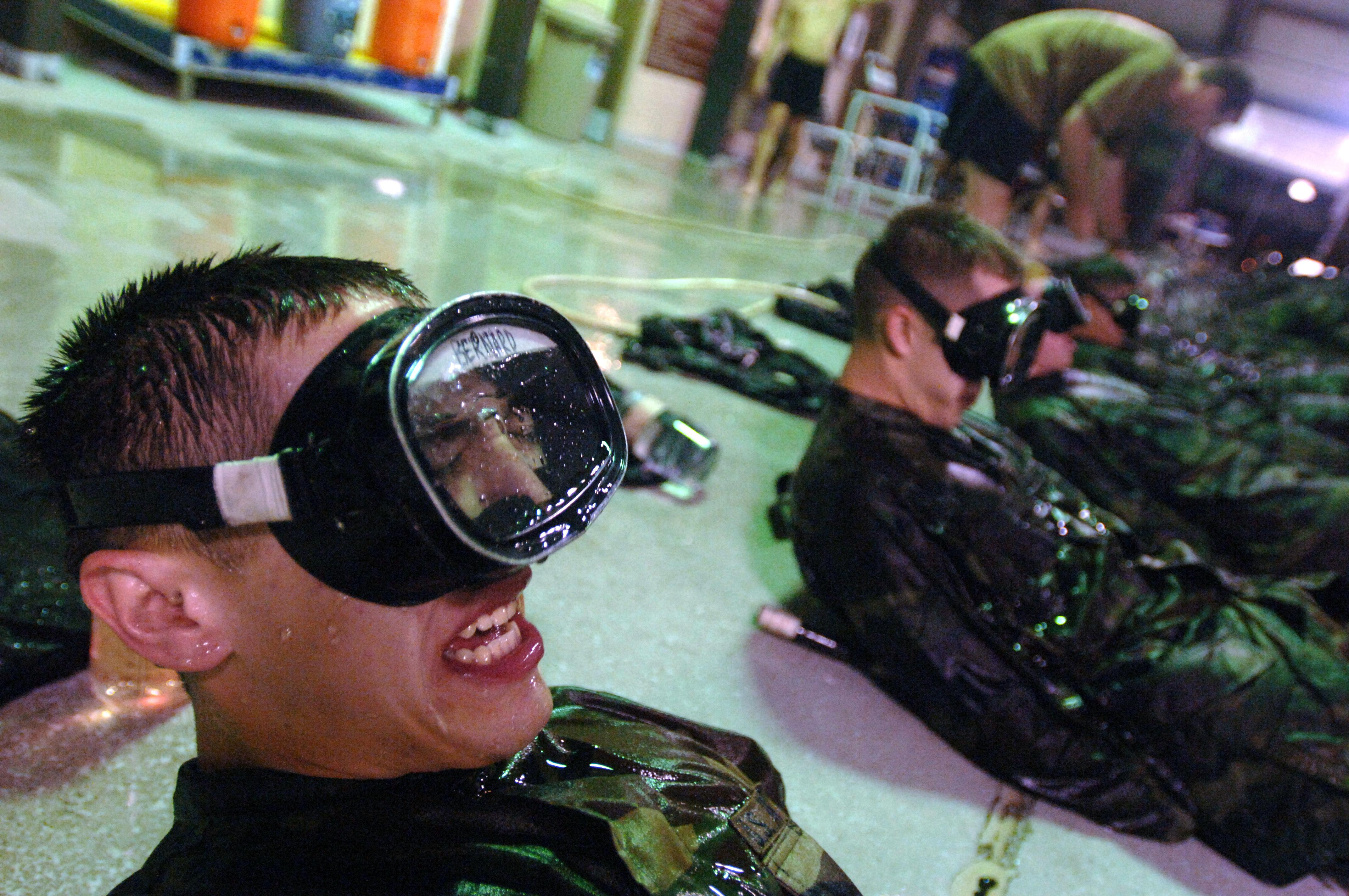
PJ-Anwärter beim Pararescue Indoctrination Course

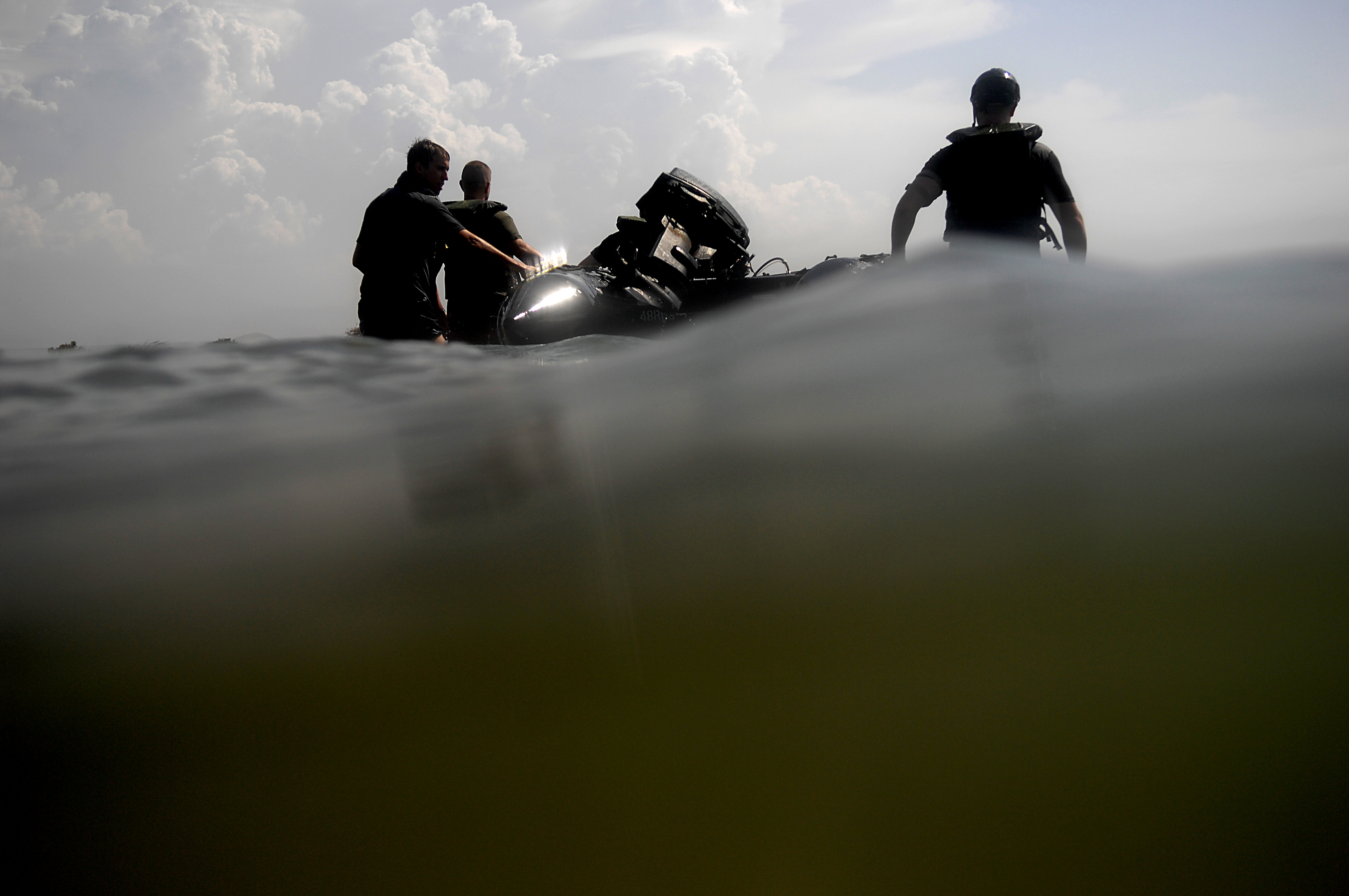
PJs des 82nd Expeditionary Rescue Squadron, bei der Anlandung nach Absprung aus einem Hubschrauber vom Typ MH-53 Pave Low

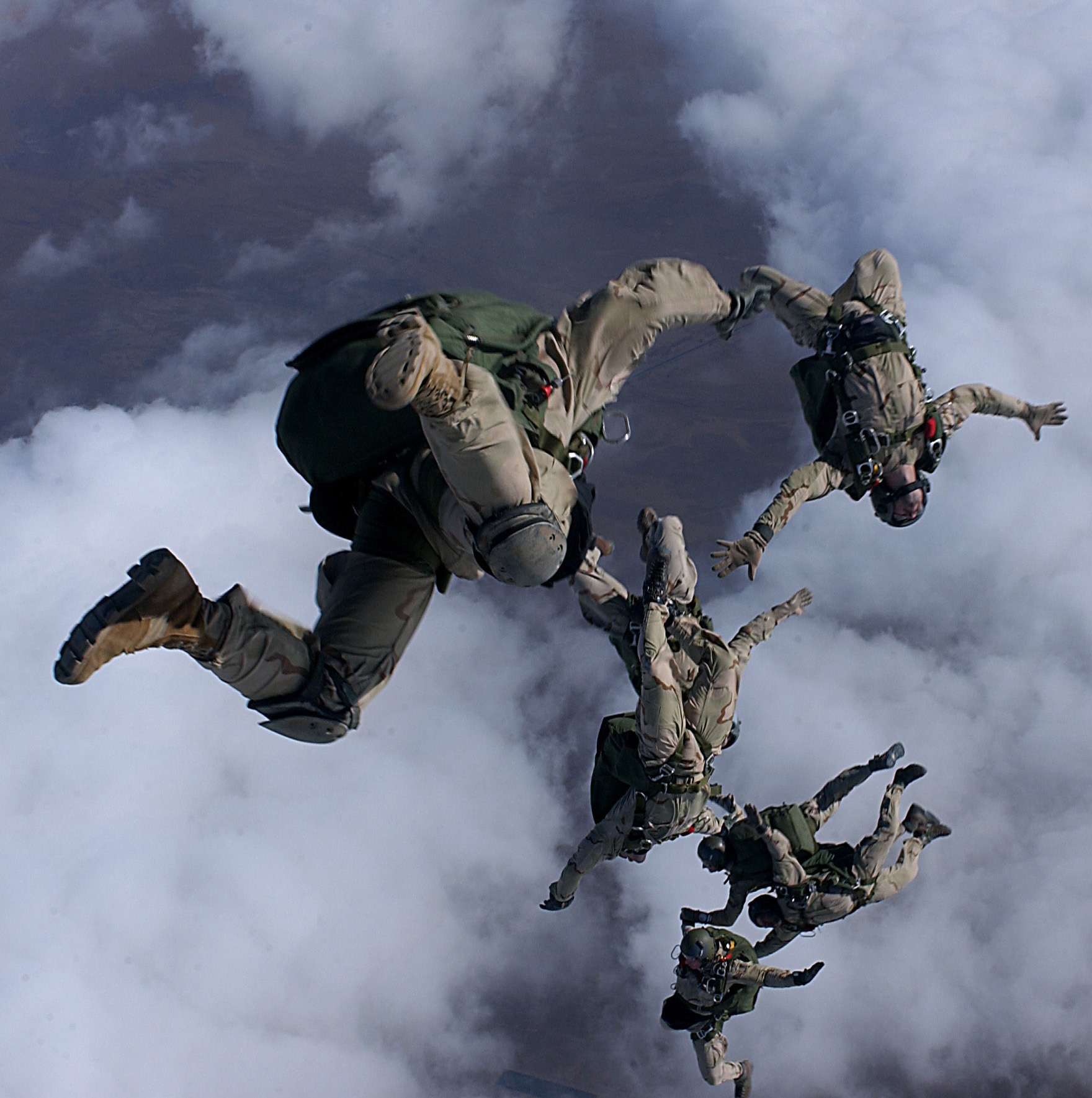
PJs springen aus einer HC-130P/N während der Operation Enduring Freedom

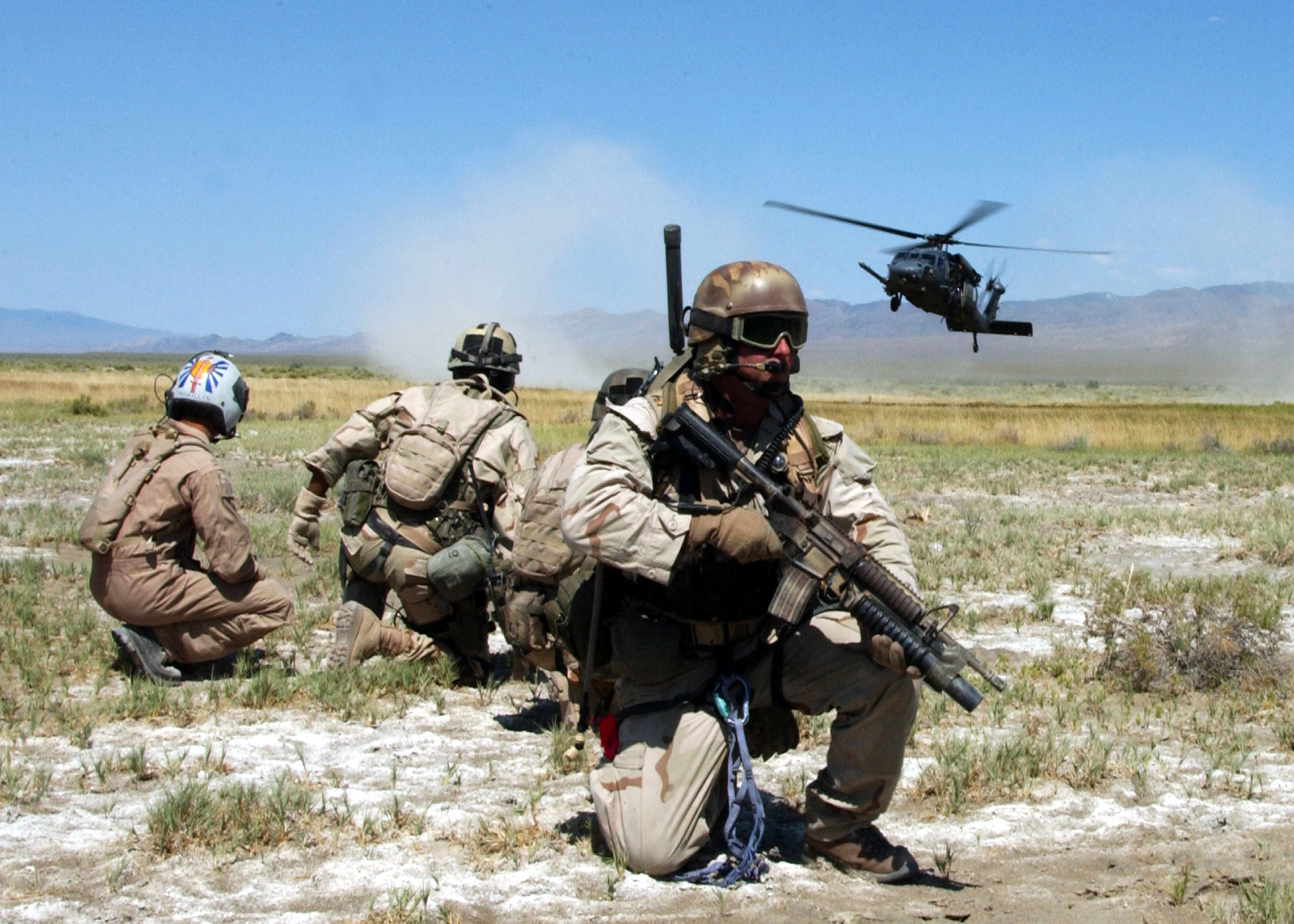
PJs und ein simulierter Überlebender sichern die Landezone für die Exfiltration durch einen Hubschrauber vom Typ HH-60G Pave Hawk

Die Ausbildung zum PJ wird inoffiziell als Pipeline oder Superman School bezeichnet. Mit annähernd zwei Jahren gehört sie zu den längsten Ausbildungen für Spezialkräfte weltweit. Sie verfügt darüber hinaus über eine Abbrecher-Rate von etwa 80 %.
Pararescue-Anwärter müssen zunächst den Pararescue Indoctrination Course auf der Lackland Air Force Base bestehen. Lehrgänge wie die Combat Dive School, Army Airborne, National Registry for Paramedic, Überlebenstrainings (SERE) und eine Ausbildung zum militärischen Freifallspringen schließen sich an. Darüber hinaus muss der Anwärter den Pararescue Apprentice Course absolvieren. Nach Durchlaufen der Pipeline wird der PJ einem Rescue- oder Special Tactics-Team zugewiesen. Als Teil eines Special-Tactics-Teams erhält der PJ zudem ein Advanced Skill Training beim United States Air Force Combat Control Team.
Pararescue/Combat Rescue Officer Indoctrination Course

Der Indoctrination Course verläuft über einen Zeitraum von neun Wochen und wird auf der Lackland Air Force Base, Texas, durchgeführt. Ziel ist es, zukünftige PJs und Combat Rescue Officer (CRO) zu rekrutieren, auszuwählen und auszubilden. Während dieses Lehrgangs unterliegen die Anwärter extremen physischen Anforderungen in den Bereichen Schwimmen, Laufen, Krafttraining und Calisthenics. Der Kurs bereitet die Teilnehmer auf die Belastungen während der eigentlichen Ausbildung zum PJ vor. Andere Trainingsabschnitte beinhalten das Überwinden der Hindernisbahn, Rucksackmärsche, Tauchen, Herz-Lungen-Wiederbelebung, Waffenausbildung, Geschichte der PJs und die Führerausbildung.
Army Airborne School

In Fort Benning, Georgia, lernen die Teilnehmer die grundlegenden Kenntnisse zum Fallschirmspringen, um Operationsgebiete zu infiltrieren. Der dreiwöchige Lehrgang gliedert sich in die ground operations week, tower week und jump week, in der die Teilnehmer fünf Fallschirmsprünge absolvieren. Nach Abschluss des Lehrgangs erhalten die Absolventen die Trageberechtigung für das Parachutist Badge.
Air Force Combat Diver Course (AFCDC)

Der fünfeinhalbwöchige Kurs findet am Navy Diving and Salvage Training Center, Florida, statt und gliedert sich in die Abschnitte Theorie, Infiltrations-/Exfiltrations-Techniken, und das Tauchen mit Drucklufttauchgerät sowie Kreislauftauchgerät. Ziel des Lehrgangs ist es, die PJs/CROs und Combat Controller bzw. Special Tactics Officer zu kompetenten und fähigen Kampftauchern/-Schwimmern auszubilden. Die Tauchausbildung besteht aus Unterrichten, Fitnesstraining, Übungen an und unter der Wasseroberfläche, Infiltrationsübungen bei Tag und Nacht, Unterwasser-Such- und Rettungs-Techniken und schließt mit einer Gesamtübung ab, in der alle Ausbildungsanteile abgebildet werden.
Navy Underwater Egress Training

Der Ein-Tages-Kurs findet an der Naval Air Station Pensacola, Florida statt und vermittelt den Teilnehmern das sichere Verlassen von Luftfahrzeugen nach Notwasserungen.
Air Force Basic Survival School

Der zweieinhalbwöchige Kurs findet auf der Fairchild Air Force Base, Washington, statt und vermittelt den Teilnehmern grundlegende Techniken zum Überleben mit minimaler Ausrüstung in entlegenen Regionen. Dies umfasst die Ausbildung in Prinzipien, Abläufen, Ausrüstung und Techniken, die es dem Betroffenen ermöglichen sollen, unabhängig klimatischer Verhältnisse oder dem Gefährdungsgrad zu überleben und sich zu eigenen Truppen durchzuschlagen.
Army Military Free Fall Parachutist School

Der fünfwöchige Lehrgang findet sowohl in Fort Bragg, North Carolina, als auch auf dem Yuma Proving Ground, Arizona, statt und vermittelt den Teilnehmern Kenntnisse im Bereich des militärischen Freifallspringens. Der Kurs umfasst das Training im Wind-Tunnel und das Springen aus Luftfahrzeugen. Jeder Teilnehmer absolviert mindestens 30 Freifallsprünge, davon jeweils zwei Tag-/Nacht-Sprünge mit Sauerstoffmaske, Rucksack und Zusatzgepäck.
Pararescue EMT-Paramedic Training

Der 24-wöchige Lehrgang findet auf der Kirtland Air Force Base, New Mexico, statt und vermittelt Kenntnisse und Fähigkeiten zur Behandlung von Traumapatienten, bevor diese aus dem Operationsgebiet evakuiert und einer weiteren medizinischen Versorgung zugeführt werden können. Die vierwöchige Phase I des Lehrgangs besteht aus dem EMT-B-Training (emergency medical technician basic). Die restlichen 20 Wochen der Phase II umfassen die Einweisung in die Durchführung kleinerer chirurgischer Eingriffe unter Einsatzbedingungen, Behandlung von Traumata infolge von Kampfhandlungen, advanced airway management und militärischen Evakuierungs-Prozeduren. Absolventen des Lehrgangs wird der Status des National Registry of Emergency Medical Technicians-Paramedic (NREMT-P) verliehen.
Pararescue Recovery Specialist Course

Der 24-wöchige Lehrgang wird auf der Kirtland Air Force Base, New Mexico, durchgeführt und qualifiziert Absolventen als pararescue recovery specialists, die weltweit jeder Pararescue-Einheit zugewiesen werden können. Das Training umfasst die medizinische und taktische Versorgung von Verwundeten unter Einsatzbedingungen, militärisches Bergsteigen, Kampftaktiken, fortgeschrittenes Fallschirmspringen und die Infiltration/Exfiltration per Hubschrauber. Nach erfolgreichem Abschluss des Kurses wird jedem Absolventen das bordeauxfarbene Barett verliehen.

### Pararescue and Advanced Pararescue Orientation Course
Seit den 1950er Jahren unterstützten die PJs der United States Air Force die Anwärter der Civil Air Patrol im Rahmen ihrer Ausbildung. Diese Unterstützung mündete im Jahr 1977 schließlich in der Einführung des Pararescue Orientation Course (PJOC) auf der Kirtland Air Force Base in New Mexico. Später fand dieser Lehrgang in Fort Knox, Kentucky, und im George Washington National Forest in Virginia statt. Während dieses Lehrgangs wurden die Anwärter der Civil Air Patrol in grundlegenden Überlebens- und Rettungstechniken ausgebildet, darunter im Bau von Behelfsunterkünften, Orientierung und Bergsteigen. Der Advanced Pararescue Orientation Course (APJOC) wurde in den 1980er Jahren eingeführt und fand ausschließlich auf der Kirtland AFB statt. Im Jahr 2003 wurden beide Lehrgänge gestrichen. Der PJOC wurde zwar im Folgejahr wieder eingeführt, der APJOC jedoch erst wieder im Jahr 2008 auf der Davis-Monthan AFB in Arizona. Die Inhalte des APJOC bauen auf den während des PJOC vermittelten Kenntnissen auf und versetzt die Anwärter in eine Lage als Teil eines Pararescue oder Special Tactics Squadron.

## Eid
“It is my duty as a Pararescueman to save life and to aid the injured. I will be prepared at all times to perform my assigned duties quickly and efficiently, placing these duties before personal desires and comforts. These things we (I) do, that others may live.”

„Es ist meine Pflicht als Pararescueman, das Leben zu schützen und den Verletzten zu helfen. Ich werde allzeit bereit sein, die mir auferlegten Pflichten, die Vorrang vor meinen persönlichen Wünschen und Bequemlichkeiten haben, schnell und effizient zu erfüllen. Diese Aufgaben werde/n ich/wir erfüllen, sodass andere weiterleben können.“

Ursprünglich als The Code of the Air Rescueman bezeichnet, wurde der Eid der Pararescuemen vom ersten Kommandeur des Air Rescue Service, dem damaligen Lieutenant Colonel Richard T. Knight, niedergeschrieben und wird auch heute noch vom Air Force Rescue Coordination Center (AFRCC) genutzt.

## Einheiten

### Bestehende Einheiten
Einheiten des Air Combat Command
- 23d Wing

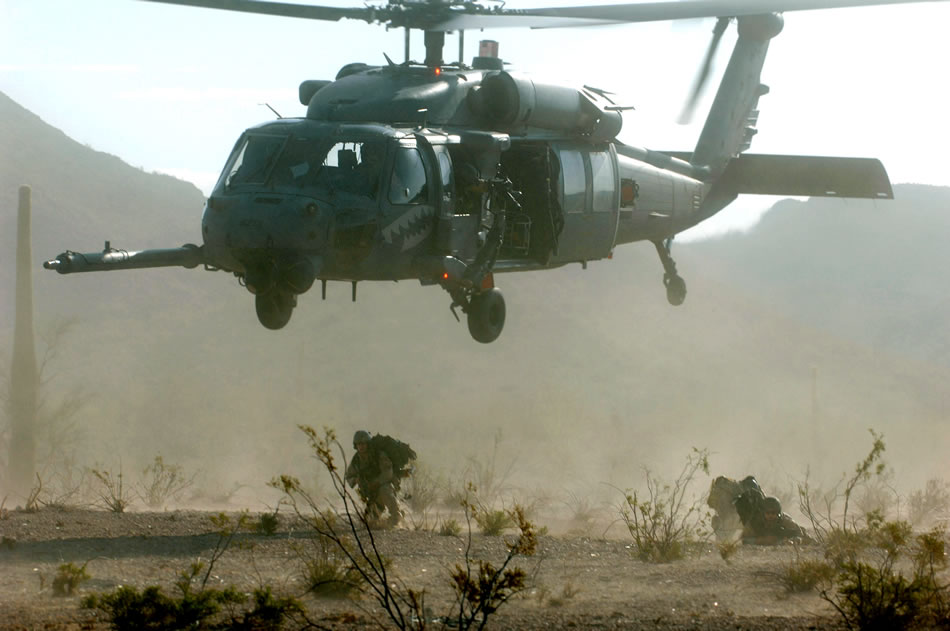
Pararescuemen sichern die Landezone nach dem Absitzen aus einem Hubschrauber vom Typ HH-60 Pave Hawk während der Übung Angel Thunder bei Gila Bend, Arizona

  - 347th Rescue Group – Moody Air Force Base, Georgia[1]
    - 38th Rescue Squadron
    - 41st Rescue Squadron
    - 71st Rescue Squadron

  - 563d Rescue Group – Davis-Monthan Air Force Base, Arizona[2]
    - 48th Rescue Squadron
    - 55th Rescue Squadron
    - 58th Rescue Squadron – Nellis Air Force Base, Nevada[3]
    - 66th Rescue Squadron – Nellis Air Force Base, Nevada[3]
    - 79th Rescue Squadron

Einheiten der United States Air Force im Pazifik
- 18th Wing – Kadena Air Base, Okinawa, Japan[4]
  - 31st Rescue Squadron
  - 33d Rescue Squadron

Einheiten der United States Air Forces in Europa
- 48th Fighter Wing – RAF Lakenheath, Suffolk, England
  - 48th Operations Group
    - 56th Rescue Squadron

Einheiten des Air Force Special Operations Command
- 24th Special Operations Wing, Hurlburt Field, Florida
  - 720th Special Tactics Group, Hurlburt Field, Florida
    - 21st Special Tactics Squadron, Pope Field, North Carolina
    - 22nd Special Tactics Squadron, Joint Base Lewis-McChord, Washington state
    - 23rd Special Tactics Squadron, Hurlburt Field, Florida

  - 724th Special Tactics Group, Pope Field, North Carolina
    - 24th Special Tactics Squadron, Pope Field, North Carolina
- 353d Special Operations Group, Kadena Air Base, Japan
  - 320th Special Tactics Squadron, Kadena Air Base, Japan
- 352d Special Operations Group, RAF Mildenhall, Vereinigtes Königreich
  - 321st Special Tactics Squadron, RAF Mildenhall, Vereinigtes Königreich
- 123rd Special Tactics Squadron, Louisville International Airport, Kentucky (Air National Guard), als Teil des 123d Airlift Wing[5]
- 125th Special Tactics Squadron, Portland IAP, Oregon (Air National Guard), als Teil des 142d Fighter Wing[6]

Einheiten der Air National Guard
- Unter Führung des Air Combat Command
  - 106th Rescue Wing – Francis S. Gabreski Airport (New York Air National Guard)
    - 101st Rescue Squadron
    - 102d Rescue Squadron
    - 103d Rescue Squadron

  - 129th Rescue Wing – Moffett Federal Airfield (California Air National Guard)[7]
    - 129th Rescue Squadron
    - 130th Rescue Squadron
    - 131st Rescue Squadron
- Unter Führung der Pacific Air Forces
  - 176th Wing – Joint Base Elmendorf-Richardson (Alaska Air National Guard)[8]
    - 176th Operations Group
      - 210th Rescue Squadron
      - 210th Rescue Squadron Detachment 1 – Eielson Air Force Base[9]
      - 211th Rescue Squadron
      - 212th Rescue Squadron

Einheiten des Air Force Reserve Command
- Unter Führung des Air Combat Command
  - 920th Rescue Wing – Patrick Air Force Base, Florida[10]
    - 920th Operations Group
      - 39th Rescue Squadron
      - 301st Rescue Squadron
      - 308th Rescue Squadron
      - 304th Rescue Squadron – Portland International Airport/Portland Air National Guard Base, Oregon

    - 943rd Rescue Group – Davis-Monthan Air Force Base, Arizona
      - 305th Rescue Squadron
      - 306th Rescue Squadron

### Ehemalige Einheiten
- 57th Air Rescue and Recovery Squadron – Lajes Field, Azoren (Außerdienststellung am 1. Dezember 1972)[11]